# Pijnacker-Nootdorp
Pijnacker-Nootdorp (uitspraakⓘ) is een gemeente in de Nederlandse provincie Zuid-Holland. De gemeente telt 57.932 inwoners (22 november 2024, bron: CBS) en heeft een oppervlakte van 38,60 km² (waarvan 0,95 km² water). De gemeente Pijnacker-Nootdorp maakt deel uit van de Metropoolregio Rotterdam-Den Haag. De gemeente ontstond in 2002 door een fusie tussen de voormalige gemeenten Pijnacker en Nootdorp.
De gemeente kent de volgende kernen: Delfgauw, Nootdorp en Pijnacker.
De buurtschap Oude Leede wordt gerekend tot de kern Delfgauw en de buurtschap Vlieland tot de kern Pijnacker.

## Topografie
Topografische gemeentekaart van Pijnacker-Nootdorp, per juni 2023

### Aangrenzende gemeenten
| Aangrenzende gemeenten | Aangrenzende gemeenten | Aangrenzende gemeenten | Aangrenzende gemeenten | Aangrenzende gemeenten |
| ---------------------- | ---------------------- | ---------------------- | ---------------------- | ---------------------- |
| Den Haag               |                        |                        |                        | Zoetermeer             |
|                        |                        |                        |                        |                        |
| Delft                  | Lansingerland          |                        |                        |                        |
|                        |                        |                        |                        |                        |
|                        |                        | Rotterdam              |                        |                        |

## Politiek

### Gemeenteraad
De gemeenteraad van Pijnacker-Nootdorp bestaat sinds 2014 uit 31 zetels. Hieronder de zetelverdeling na verkiezingen sinds 2002:
| Partij                              | 2002 | 2006 | 2010 | 2014 | 2018 | 2022 |
| ----------------------------------- | ---- | ---- | ---- | ---- | ---- | ---- |
| Eerlijk Alternatief                 | -    | -    | 1    | 3    | 5    | 8*** |
| D66                                 | 1    | -    | 4    | 5    | 4    | 6    |
| VVD                                 | 4    | 6    | 7    | 5    | 6    | 4    |
| Progressief Pijnacker-Nootdorp*     | -    | -    | -    | -    | 4*   | 4    |
| CDA                                 | 10   | 7    | 5    | 5    | 5    | 3    |
| Trots Pijnacker-Nootdorp            | -    | -    | 3**  | 1    | 1    | 2    |
| Gemeentebelangen Pijnacker-Nootdorp | -    | -    | -    | 4    | 3    | 2    |
| Partij voor de Dieren               | -    | -    | -    | 1    | 2    | 1    |
| ChristenUnie-SGP                    | 1    | 1    | 1    | 2    | 1    | 1    |
| PvdA                                | 4    | 6    | 3    | 2    | *    | -    |
| GroenLinks                          | -    | 3    | 3    | 2    | *    | -    |
| Leefbaar Pijnacker-Nootdorp         | 3    | 4    | 2    | 1    | -    | -    |
| Totaal                              | 23   | 27   | 29   | 31   | 31   | 31   |

* PvdA en GroenLinks doen sinds 2018 mee als Progressief Pijnacker-Nootdorp.
** De fractie van Trots is in juni 2010 afgesplitst als Gemeentebelangen.
*** In 2022 stapte Graafland uit de Eerlijk Alternatief-fractie, en ging ze zelfstandig verder. In 2024 is Bal afgesplitst van Eerlijk Alternatief.

### College van B en W
De burgemeester van Pijnacker-Nootdorp is sinds 17 januari 2022 Björn Lugthart. De coalitie bestaat voor de periode 2022-2026 uit Eerlijk Alternatief, D66, VVD, Progressief Pijnacker-Nootdorp, CDA, TROTS, PvdD en CU/SGP.
Eerlijk Alternatief, D66, VVD, Progressief Pijnacker-Nootdorp het CDA leveren de wethouders.

## Cultuur

### Monumenten
In de gemeente is een aantal rijksmonumenten en oorlogsmonumenten, zie:
- Lijst van rijksmonumenten in Pijnacker-Nootdorp
- Lijst van gemeentelijke monumenten in Pijnacker-Nootdorp
- Lijst van oorlogsmonumenten in Pijnacker-Nootdorp

### Kunst in de openbare ruimte
In de gemeente zijn diverse beelden, sculpturen en objecten geplaatst in de openbare ruimte, zie:
- Lijst van beelden in Pijnacker-Nootdorp

## Bedrijventerrein
Te Pijnacker-Nootdorp is het bedrijvenpark Heron Business Park in ontwikkeling, met een ChemTech Centre Plot langs de A12. De internationale Organization for the Prohibition of Chemical Weapons (OPCW) met het hoofdkwartier in Den Haag bouwt hier in 2021-2022 het OPCW Centre for Chemistry and Technology dat training en onderzoek doet in verband met de detectie van chemische wapens. Deze faciliteiten komen in de plaats van de  bestaande OPCW Laboratory and Equipment Store die sinds 1996 is gevestigd te Rijswijk. De bouw ervan wordt mede mogelijk gemaakt door een donatie van de Franse staat.